# ジェファーソン流民主主義

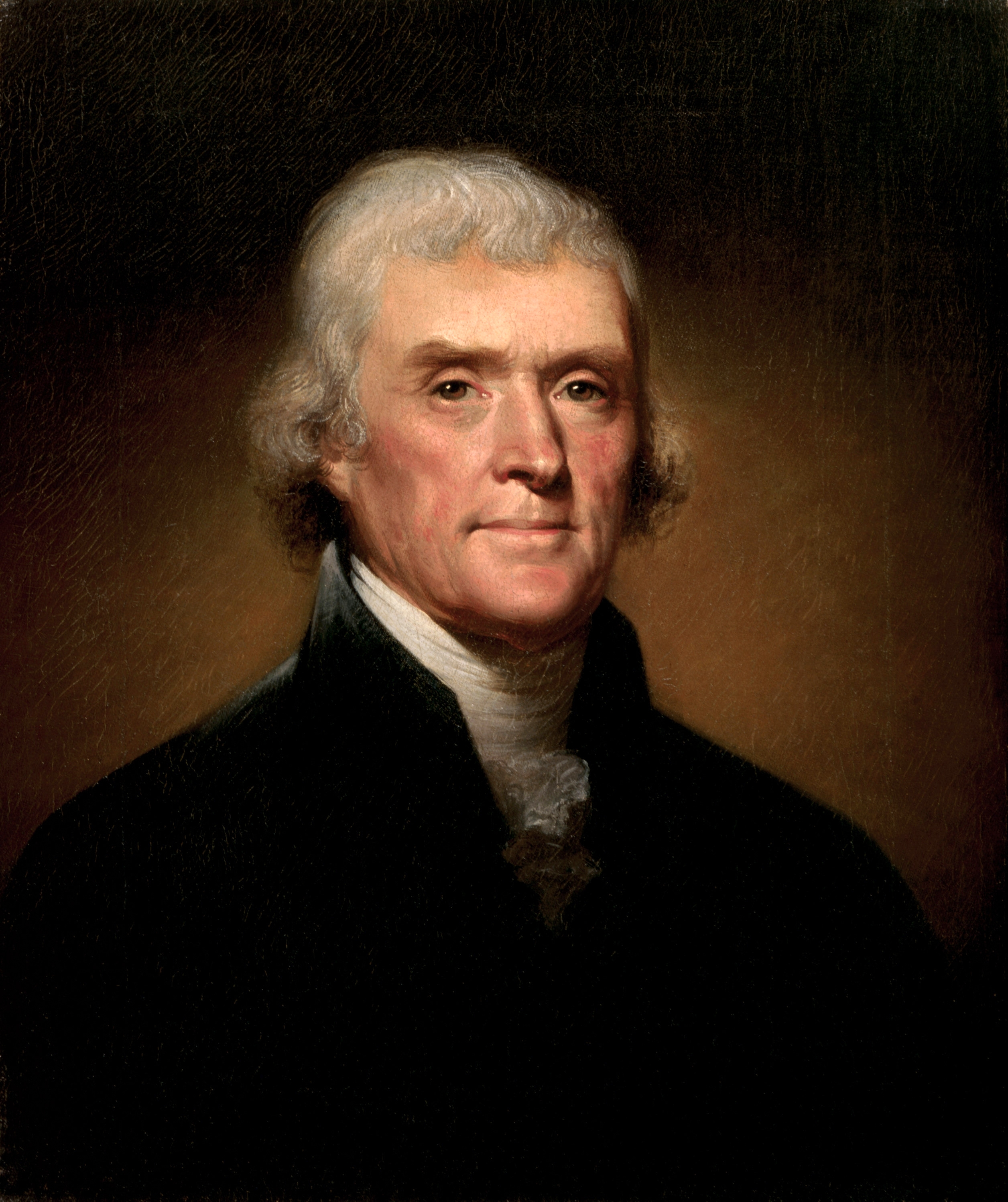
トーマス・ジェファーソンの肖像、レンブラント・ピール画、1800年

ジェファーソン流民主主義（ジェファーソンりゅうみんしゅしゅぎ、英: Jeffersonian democracy）は、1790年代から1820年代のアメリカ合衆国で支配的だった2つの政治的概念と動きのうちの1つを表すときに使われる言葉であり、第3代アメリカ合衆国大統領トーマス・ジェファーソンが指導者だったので、その名前を冠している。この言葉は、ジェファーソンがアレクサンダー・ハミルトンの連邦党に対抗して設立した民主共和党を指しても使われることが多い。ジェファーソン流民主主義の信奉者は「自作農」（ヨーマン）と「一般大衆」（プレーンフォーク）を優先し、民主主義と政治機会の平等を提唱した。商人や製造業者の貴族的なエリート主義とされるものに敵対し、さらに工場労働者を信頼せず、また恐怖感の残るイギリス統治制度の支持者に対する監視を続けた。特に市民としての義務を重んずる共和制の原則を遵守し、特権階級、貴族政治および政治的腐敗に反対した。

## 政治姿勢
ジェファーソンは「建国の父の中でも最も民主的な人」と呼ばれてきた。ジェファーソン流民主主義の信奉者は、アメリカ合衆国憲法第1条で連邦政府に認める権限の条項を狭く解釈していた。アメリカ合衆国財務長官アレクサンダー・ハミルトンが率いる連邦党に激しく反発した。初代大統領ジョージ・ワシントンは、財政的に強力な全国政府を作るというハミルトンの計画を概ね支持していた。ジェファーソンが1800年大統領選挙で当選すると、これを自ら「1800年革命」と名付け、合衆国最高裁判所は別として連邦党の長期低落の始まりとさせた。

## 政治の流れ
ジェファーソン流民主主義の精神は第一政党制と呼ばれる時代の特に1800年から1824年までのアメリカ政治を支配した。この時代はジェファーソンの後をジェームズ・マディソンおよびジェームズ・モンローが継いだ。その原則の提唱者として著名な者には、マディソン、アルバート・ギャラティン、ロアノークのジョン・ランドルフ、ナサニエル・メイコン、キャロラインのジョン・テイラー、モンロー、ジョン・カルフーン、ジョン・クインシー・アダムズおよびヘンリー・クレイがいた（ただし後の方の3人は1828年以後新しい方向に進んだ）。1830年以後もこの原則は話題に上っていたが、政党の基本的な考えにならなかった。1838年、雑誌編集者のホレス・グリーリーは「ザ・ジェファーソニアン」という雑誌を発行し、「ジェファーソン流民主主義の基本原則に対して実行可能な見解を示し、大衆は政府に直接向けられた全ての権力、原則および意見について唯一かつ安全な拠り所であることを示す」と語った。

## 中核概念
ジェファーソン流民主主義は下記のような中核概念で表現される。これらはジェファーソンとその追随者が書物、演説および立法で表現したものである。「ジェファーソン流民主主義」という言葉は包括的なものであり、命題によっては特定の政治姿勢を好む派閥があった。実際に政策立案の過程で異なる原則が衝突することもあった。さらに1812年に始まった米英戦争で如何に戦うべきかなど新しい問題に直面したときに、その観点が修正されることもあった。この戦争では弱い中央政府と、出身州を離れようとしない民兵の問題が浮き上がった。
- アメリカ合衆国の中核的政治価値は共和制である。民衆は市民として国を助ける義務があり、政治的腐敗特に専制政治や貴族政治に抵抗する義務もある[7]。
- ジェファーソン流民主主義の価値観は組織化された政党を通じて最も良く表される。その党は公式には「共和党」である（歴史家は後に民主共和党と呼んだ）[8]。
- 選挙に投票するのは市民の義務である。共和党は投票を促すための当時として斬新な選挙運動戦術を多く発明した。実際に投票率は国中で上昇した[9]。ペンシルベニア州におけるジェファーソンの代理人ジョン・J・ベックレーの仕事が1790年代に新しい標準を設定していた。1796年大統領選挙では、15人の選挙人すべての名前を手書きで書いた投票用紙3万枚を州内のエージェントに渡して統括した（当時印刷された投票用紙は認められていなかった）。歴史家はベックレーのことをアメリカ初期の専門的選挙参謀の一人と見なしており、その戦術は他州でも直ぐに採用された[10]。
- 連邦党、特にその指導者のアレクサンダー・ハミルトンを、貴族制やイギリスの政治モデルを受け容れる者として、究極の敵にした。
- ヨーマンが市民の美徳を最も良く体現するものであり、腐敗しがちな都市の影響力を受けにくいものとされ、政府の政策はヨーマンの利益につながるべきとされた。金融家、銀行家および工場経営者は都市を「腐敗の巣窟」にするので、避けるべきであると考えた[11]。
- 中央政府は大衆、民族あるいは地域社会の共通利益、保護、および安全保障のために作られる危険な必要性である。密接に監視し、その権力を制限されるべきである。1787年から1788年に最も急進的な反連邦党の者達がジェファーソン派に加わった[12]。
- 政教分離原則は、政府を宗教的論争から解放させておき、宗教を政治的腐敗から無縁にさせておく最良の方法である[13]。
- 連邦政府は個人の権利を侵害してはならない。権利章典が中心テーマである[14]。
- 連邦政府は州の権限を侵犯してはならない。1798年のケンタッキー州およびバージニア州決議（ジェファーソンとマディソンによって起草された）はこの原則を宣言したものである[15]。
- 言論の自由と報道の自由は、人民の政府による人民に対する圧政を防止する最良の手段である。1798年の外国人・治安諸法によって連邦党がこれらの自由を侵害したことが大きな問題となった[16]。
- アメリカ合衆国憲法は人民の自由を保障するために書かれた。しかし、いかなる社会も永遠の制度あるいは永遠の法とは成り得ない。地球は常に生きている世代に属している[17]。
- 全ての人は情報を与えられ、それによって政府で発言する権利を与えられている。人の自由の保護と拡大はジェファーソン流民主主義の1つの主要目標である。我々はまた教育の尊敬されるべき仕組みも改良した。我々は人々の生活環境あるいは状態に拘わらず、人々が教育を受ける権利があると信じる[18]。
- 司法府は選挙で選ばれた政府の各府に従属であるべきであり、最高裁判所は議会で成立した法を無効にする権限を持つべきではない。ジェファーソン流民主主義は、最高裁判所を1801年からその死の1835年まで支配した連邦主義者ジョン・マーシャルとの闘争では敗北した[19]。
- ジェファーソン流民主主義にははっきりとした「外交政策」もあった[20]。
  - アメリカ人はジェファーソンの言う「自由の帝国」を世界に広げる義務があるが、しがらみとなる他国との同盟は避けるべきである[21]。
  - イギリスは最大の脅威であり、特に君主政治、貴族政治、腐敗および事業の方法が危険である。1794年のジェイ条約はあまりにイギリスに肩入れし過ぎており、アメリカの価値観にとって脅威である[22]。
  - フランスは、少なくともフランス革命の初期段階では、ヨーロッパの理想的な国だった。マイケル・ハートに拠れば、「ジェファーソンがフランス革命を支持したことは、その心の中でイギリスの君主制に対する共和制の防衛として映ることが多かった。」としている[23]。一方ナポレオン・ボナパルトは共和制のアンチテーゼであり、支持できなかった[24]。
  - ルイジアナとミシシッピ川はアメリカの国益にとって重要である。（弱い）スペインの支配ならば寛恕できる。フランスの支配は受け容れられない（ルイジアナ買収）。
  - 常備の陸軍と海軍は自由にとって危険であり、避けるべきである。通商禁止のような経済制裁には有効である[25]（1807年通商禁止令）。
  - 民兵は国を守るために適切である。ただし、米英戦争のような大きな戦争では不適切であることが分かった。イギリス軍に攻撃されたときに、民兵隊は出身州から出ることを拒んだ。

## 派閥
ジェファーソン派は時として派閥に割れることがあった。ジョン・ランドルフは、議会で党を率いた後に、「オールド共和党」あるいは第3党あるいは「クウィッド」派を結成し、ジェファーソンは共和制の中核価値観からあまりに遠くに紛れ込んでいると述べた。ジェファーソンはその副大統領を務めたアーロン・バーを信用していなかった。二人は決裂し、ジェファーソンはバーを反逆罪で訴えた（バーは無罪となり、国を離れた）。マディソン政権は米英戦争の軍資金手当で大きな問題を味わい、陸軍と民兵隊は戦争に効果的に対処できないことがわかり、共和制民族主義者の新しい世代が出現した。彼等は元々ジェファーソン流だったジェームズ・モンローに支持された。その中にはジョン・クインシー・アダムズ、ヘンリー・クレイ、およびジョン・カルフーンがいた。アダムズは1824年大統領選挙で、クウィッドから支持を得たアンドリュー・ジャクソンを破って当選した。それから数年後には次の政党が出現した。ジャクソンが作った民主党はジャクソン流民主主義を標榜し、現在の民主党に続いている。ヘンリー・クレイのホイッグ党は比較的短命に終わり、現在の共和党に吸収された。その競合した時代は第二政党制と呼ばれている。

## 西部への拡張
アメリカ合衆国の西部への拡張は、それがヨーマンのために新しい農地を生むことになるので、ジェファーソン派の主要目標になった。インディアンをアメリカ人の社会に取り込むこと、あるいはそれを拒む部族はさらに西方に移住させることを期待した。しかし歴史家のシーハンは、ジェファーソン派がインディアンに対する善意を持っていたとしても、その誤てる博愛心でインディアンの特徴ある文化を破壊したと論じている（1974年）。
ジェファーソン派は1803年のルイジアナ買収で、フランスとの取引をうまく取り扱ったことに大きな誇りを持っていた。それはルイジアナからモンタナまでの広大で肥沃な新農地を解放した。しかし、ニューイングランドで確立されていた政治的利権集団と連邦党は買収に反対した。ジェファーソン派は、新しい領土では農業取引に基づき、小さな政府で自立と美徳を促すという、その理想とする共和制社会というビジョンを維持させてくれると考えた。

## 経済
ジェファーソン流農本主義者は、アメリカ合衆国の経済が戦略的商品として工業に基づくよりも農業に基づくべきであると考えた。ジェファーソンは具体的に「地上で労働する者達は神に選ばれた民である。神が選んだのであれば、その民の心情をかなりのまた誠実な美徳のための特別な貯蔵所としたのである。」と考えた。しかし、ジェファーソン派の理想はすべての製造業者に反対していたわけではなかった。むしろ、すべての人々はその生活を支えるために働く権利があり、その権利を阻害するような経済制度は認められないと考えていた。ジェファーソンが怖れたことは、商業と工業が制限もなく拡大して、収入や生活の糧を他人に依存する賃金労働者階級が増えることになるということだった。労働者は将来的に独立した投票者には成り得ないと考えた。
ジェファーソンが怖れたそのような状況は、アメリカ人が政治的支配や経済的操作に脆弱なままにしておくことになると見なした。経済学者クレイ・ジェンキンソンが指摘するように、ジェファーソンが見いだした解決策は、巨大な富の蓄積を阻むものとして累進的所得税を課し、その資金を下層階級への再配分に用立てる」というものだった。

## 小さな政府
連邦党は強い中央政府を提唱していたが、ジェファーソン派は強い州と地方の政府、および弱い連邦政府を推奨した。自立し、自治を行い、個々が責任を取るのがジェファーソン派の世界観であり、それがアメリカ合衆国の独立の基礎となった最も重要な概念だとした。ジェファーソンの意見では、地方レベルで個人によってなし得るようなものは、連邦政府がすべきではないということだった。連邦政府は、全国的また国際的な計画のみにその努力を集中させると考えた。ジェファーソンの提唱する小さな政府は、アレクサンダー・ハミルトンなど連邦党の面々と大きな意見の対立を生んだ。ジェファーソンは、ハミルトンがアメリカ合衆国に金権政治を好み、強力な貴族政治を生みだそうとしていると見なした。そのような体制はアメリカ合衆国の政治と社会のしくみが旧世界のそれと変わらなくなるまで、大きな権力を積み上げていくことになると見なした 。
ジェファーソンは当初懐疑的だったがアメリカ合衆国憲法批准を支持し、特に抑制と均衡を重んじることを支持した。権利章典、特に修正第1条の批准は、憲法に対する大きな信頼を与えることになった。ジェファーソン派は憲法第1条にうたわれる連邦政府の権限について、厳正な解釈を好んだ。例えば、ジェファーソンがチャールズ・ウィルソン・ピールに宛てた手紙で、スミソニアン研究所のような国立博物館はすばらしい資源であるが、そのような計画を建設し維持するために連邦政府の資金を使うことは支持できないと記していた。今日の「厳正解釈」はこのジェファーソンの見解から流れをくむものである。

## ジェファーソンとジェファーソン派の原則
ジェファーソン流民主主義は一人の者が操作したものではなかった。地方や州の多くの指導者、および多くの派閥がある大きな政党であり、常にジェファーソンと、また党員の中で互いに意見が一致しているわけではなかった 。
ジェファーソンはその敵対者から首尾一貫性が無いと非難された。「オールド共和党員」はジェファーソンが1797年原則を放棄したと言った。ジェファーソンは国家の安全保障への関心が急務だったので、憲法を修正するのを待たず、ルイジアナを購入する必要があると考えた。また1807年通商禁止法では連邦政府の権限を拡大した。自身が郷士のプランテーション所有者であるにも拘わらず、「ヨーマン」を理想化した。その哲学と実行面の不一致は、多くの歴史家が挙げていることである。スターロフは、ジェファーソンが元々のロマンチストであるためだとしている。ジョン・クインシー・アダムズは、それが純粋な偽善の顕現、あるいは「原則の柔軟性」であると主張した。ベイリンは、ジェファーソンの中の矛盾を表すものであり、「急進的ユートピアの理想家と、頭が固く、巧みでときには狡い政治家が同居する」者とした。しかしジェエンキンソンは、ジェファーソン自身の失敗が今日の思想家にジェファーソンの理想を無視するように仕向けたとすべきではないと論じた。
ヨーロッパの貴族で民主主義に反対するクーネルト・レディンは、ジェファーソンが民主主義者ではなく、実際にはエリート階級による統治を信じていたので、「ジェファーソン流民主主義」は誤った名付け方だと論じている。「ジェファーソンは現実に人格と知性のエリートによって統治される共和国を夢見た農本主義ロマンチストだった。」と語った。
歴史家のショーン・ウィレンツは、人民に奉仕するために選挙で選ばれた実務的政治家としてのジェファーソンは、自身の抽象的な立場に固執することなく、解決策について交渉する必要があったと論じている(2006年）。その結果は「未経験の出来事に対する柔軟な反応...通常の勤勉なアメリカ人大衆に機会を拡大することから、原則的な戦争回避まで幅のある理想を追求することだった」としている。
歴史家達はジェファーソンとハミルトンの間の対立を、アメリカ合衆国の政治、政治哲学、経済政策および将来の方向に関する象徴的なものとして捉えてきた。ウィレンツは2010年に、学者の支持がハミルトンに傾いていることを次のように指摘した。